# Tecelão-de-dorso-dourado
O tecelão-de-dorso-dourado (Ploceus jacksoni) é uma espécie de ave da família Ploceidae. Pode ser observado no Burundi, Quénia, Sudão do Sul, Tanzânia e Uganda.